# Копловиц, Алисия
Донья Алисия Копловиц-и-Ромеро де Хусеу (исп. Alicia Koplowitz y Romero de Juseu; род. 12 сентября 1954, Мадрид) — испанская аристократка и миллиардерша, 7-я маркиза де Бельявиста (с 1968). Согласно журналу Forbes, в 2013 году она была самой богатой женщиной Испании.

## Биография
Алисия родилась в Мадриде 12 сентября 1954 года, вторая и младшая дочь Эрнеста Копловица Стернберга, еврейского бизнесмена из Верхней Силезии (Германия). Отец обосновался в Испании и занялся бизнесом. С началом Гражданской войны в Испании (1936—1939) он уехал в Париж, где прожил четыре года. Когда немецкие войска находились на подступах к столице Франции, Эрнест вернулся в Испанию. Здесь в 1950 году он женится на кубинской аристократке Эстер Ромеро де Хосеу и Арментерос. От брака родились две девочки: Эстер (род. 1953) и Алисия (род. 1954).
После смерти матери Алисия и Эстер унаследовали её аристократические титулы. Алисия стала маркизой де Бельявиста и маркизой дель Реаль Сокорро, а её старшая сестра, Эстер, получила титул маркизы де Каса Пеньяльвер.
Вначале отец Алисии работал в немецкой компании в области электротехники AEG, а в 1952 году он при поддержке немецкого друга покупает строительную фирму «Строительство и ремонт» (Construcciones y Reparaciones), которую он затем переименовал в Construcciones у Contratas SA (CYCSA). После строительного бума в Испании в 1960-х годах его компания стала процветать.
Алисия получила образование в лицее Français и университете Комплутенсе в Мадриде.

## Карьера
В 1962 году отец Алисии упал с лошади и скончался, её мать наняла Рамона Аресеса, близкого друга её отца и президента El Corte Inglés, крупнейшей сети универмагов в Европе, для продвижения компании CYCSA. В 1968 году мать Алисии умерла от рака.
В 1969 году старшая сестра Алисии — Эстер Копловиц— вышла замуж за бизнесмена Альберто Алькосера (род. 1942), а через шесть месяцев её сестра Алисия стала женой другого испанского бизнесмена Альберто Кортина (род. 1947), двоюродного брата Алькосера. Альберто Кортина был сыном Педро Кортина Маури, министра иностранных дел в период диктатуры Франсиско Франко и основателя пивного бренда «Сан-Мигель». Альберто Алькосер и Альберто Кортина — выходцы из знатного испанского рода. Оба — миллиардеры, чрезвычайно известны и часто их называют просто — Альберты.
Мужья Алисии и Эстер стали совместно руководить семейным бизнесом. Когда же случился практически одновременный развод сестер, Алисия и Эстер превратились в единовладелиц фирмы.
В 1990 году Алисия развелась со своим мужем Альберто Кортина, после того как он был сфотографирован папарацци в 1989 году с другой женщиной (Марта Чаварри, тогда жена Фернандо Фалько, маркиза де Кубас). В то же время Эстер обнаружила, что у её мужа Альберто Алькосера роман на стороне, и развелась с ними через полгода. В 2003 году Фернандо Фалько женился на Эстер Копловиц.
В 1990 году сестры Эстер и Алисия вернулись в совет директоров компании CYCSA и заняли места своих бывших мужей. Их мужья получили право собственности на крупную финансовую компанию Banco Zaragozano в рамках бракоразводного процесса. В 1992 году CYCSA объединилась с Fomento de Obras y Construcciones, S.A. (FOCSA), став крупнейшей строительной компанией в Испании. Компания была переименована в Fomento de Construcciones y Contratas.
В 1998 году отношения двух сестёр разладились, и Алисия продала Эстер 28,26 процентов собственных акций компании, выручив при этом 871 миллионов евро. Когда Алисия оставила FCC в 1998 году, FCC был крупнейшей строительной компанией в Испании. В 2012 году FCC переместилась на пятую строчку в рейтинге Испании, в то время как её конкурент Grupo ACS (среди крупнейших акционеров бывшие мужья Альберто Кортина и Альберто Алькосер) была крупнейшей строительной компанией в мире.
Несмотря на то, что разлад с сестрой оказался для Алисии тяжелым процессом, ситуация никак не отразилась на финансовом положении богачки. Её делами занимается Оскар Фанхула — финансист, экономист и в прошлом — президент компании Repsol. Кроме того, значительную помощь Алисии оказывает её партнер — Амансио Ортега — самый состоятельный испанский предприниматель.

## Благотворительность и награды
Алисия Копловиц активно занимается благотворительностью. Её благотворительный фонд выделяет значительные суммы на стипендии, призванные совершенствовать врачебную деятельность в высших учебных заведениях Соединённых Штатов Америки. Несколько лет назад Алисия была удостоена Большого Креста — награды за гражданские заслуги. Алисии Копловиц приписывают тесное сотрудничество с религиозной организацией «Легионеры Криста», имеющей много поклонников среди высших политических, предпринимательских и академических кругов Испании.
Она, как известно, один из самых крупных коллекционеров произведений искусства в Европе, её любимые художники Гойя, Пикассо, Модильяни, Ван Гог, Ротко и де Кунинг и др.

## Личная жизнь
Алисия имеет троих сыновей от брака с Альберто Кортина:
- Альберто Кортина (род. 1971), изучал право в Мадриде и начал свою карьеру в Banco Zaragozano. Сейчас он работает в Omega Capital. Он носит титул маркиза Реал Сокорро, который ему в 2000 году передала мать. Он женат на Инес Вальмаседа, дочери графа Кумбрес Альтас.
- Педро Кортина (р. 1972), он начал свою карьеру, работая в NH Hoteles. Он женат на Барбаре Chapártegui, от которой он имеет троих детей. Педро основал компанию HOSPES с гостиницами во Франции и Испании.
- Пелайо Кортина (р. 1985), он с 2007 года носит титул графа Сан-Фернандо-де-Пеньяльвер, этот титул был передан ему матерью. Пелайо изучал промышленный инжиниринг и управление в Kellogg School of Management в Чикаго (США). Работал инженером в компаниях Lehman Brothers Private Equity, Arcelor Mittal стратегии и Societe Generale Natural Resources, сейчас он работает в Ecofin Global L/S Fund. Он находится в совете директоров нескольких компаний, таких, как Northern Gold Mining or Engel & Volkers и других. Он единственный из трех братьев, который ещё не женился.